# Niphotragulus strandi
Niphotragulus strandi är en skalbaggsart som beskrevs av Stefan von Breuning 1943. Niphotragulus strandi ingår i släktet Niphotragulus och familjen långhorningar. Inga underarter finns listade i Catalogue of Life.